# UEFA Super Cup 1972
De UEFA Super Cup 1972 bestond uit twee voetbalwedstrijden die gespeeld werden in het kader van de UEFA Super Cup. De wedstrijden vonden plaats tussen de winnaar van de Europacup I 1971/72, AFC Ajax, en de winnaar van de Europacup II 1971/72, het Schotse Rangers FC, op 16 januari en 24 januari 1973.
De eerste wedstrijd werd op Ibrox Stadium gespeeld en eindigde in een 3-1 overwinning voor Ajax. Later eindigde de tweede wedstrijd, in het Olympisch Stadion, in een 3-2 overwinning voor Ajax. Zo sleepte Ajax de eerste Europese Supercup uit de geschiedenis van de club in de wacht.
Wedstrijddetails
|                 |               |       |                              |                                                                                         |
| 16 januari 1973 | Rangers FC    | 1 – 3 | Ajax                         | Ibrox Park, Glasgow Toeschouwers: 57.000 Scheidsrechter: Alistair MacKenzie (Schotland) |
| 16 januari 1973 | MacDonald 41' |       | 34' Rep 45' Cruijff 76' Haan | Ibrox Park, Glasgow Toeschouwers: 57.000 Scheidsrechter: Alistair MacKenzie (Schotland) |

| Rangers | Ajax |

| Rangers FC:    |                  |  |
|                |                  |  |
| GK             | Peter McCloy     |  |
| RB             | Sandy Jardine    |  |
| CB             | John Greig       |  |
| CB             | Derek Johnstone  |  |
| CB             | Dave Smith       |  |
| LB             | Willie Mathieson |  |
| RM             | Alfie Conn       |  |
| CM             | Tom Forsyth      |  |
| CM             | Alex MacDonald   |  |
| LM             | Quinton Young    |  |
| CF             | Derk Parlane     |  |
| Wisselspelers: |                  |  |
| MF             | Tommy McLean     |  |
| MF             | Graham Fyfe      |  |
| Coach:         |                  |  |
| Jock Wallace   |                  |  |

| Ajax:          |                   |  |
|                |                   |  |
| GK             | Heinz Stuy        |  |
| RB             | Wim Suurbier      |  |
| CB             | Horst Blankenburg |  |
| CB             | Barry Hulshoff    |  |
| LB             | Ruud Krol         |  |
| DM             | Arie Haan         |  |
| CM             | Gerrie Mühren     |  |
| CM             | Arnold Mühren     |  |
| RW             | Johnny Rep        |  |
| CF             | Johan Cruijff     |  |
| LW             | Piet Keizer       |  |
| Wisselspelers: |                   |  |
| RW             | Sjaak Swart       |  |
| MF             | Heinz Schilcher   |  |
| Coach:         |                   |  |
| Ştefan Kovács  |                   |  |

|                 |                                        |       |                        | |
| 24 januari 1973 | Ajax                                   | 3 – 2 | Rangers FC             | Olympisch Stadion, Amsterdam Toeschouwers: 26.168 Scheidsrechter: Hans Joachim Weyland (West-Duitsland) |
| 24 januari 1973 | Haan 12' Mühren 37' (pen.) Cruijff 79' |       | 2' MacDonald 35' Young | Olympisch Stadion, Amsterdam Toeschouwers: 26.168 Scheidsrechter: Hans Joachim Weyland (West-Duitsland) |

| Ajax | Rangers |

| Ajax:         |                   |  |
|               |                   |  |
| GK            | Heinz Stuy        |  |
| RB            | Wim Suurbier      |  |
| CB            | Horst Blankenburg |  |
| CB            | Barry Hulshoff    |  |
| LB            | Ruud Krol         |  |
| DM            | Arie Haan         |  |
| CM            | Gerrie Mühren     |  |
| CM            | Johan Neeskens    |  |
| RW            | Sjaak Swart       |  |
| CF            | Johan Cruijff     |  |
| LW            | Piet Keizer       |  |
| Wisselspeler: |                   |  |
| RW            | Johnny Rep        |  |
| Coach:        |                   |  |
| Ştefan Kovács |                   |  |

| Rangers FC:  |                  |
|              |                  |
| GK           | Peter McCloy     |
| RB           | Sandy Jardine    |
| CB           | John Greig       |
| CB           | Derek Johnstone  |
| CB           | Dave Smith       |
| LB           | Willie Mathieson |
| RM           | Tommy McLean     |
| CM           | Tom Forsyth      |
| CM           | Alex MacDonald   |
| LM           | Quinton Young    |
| CF           | Derk Parlane     |
| Coach:       |                  |
| Jock Wallace |                  |

1972 · 1973 · 1974 · 1975 · 1976 · 1977 · 1978 · 1979 · 1980 · 1981 · 1982 · 1983 · 1984 · 1985 · 1986 · 1987 · 1988 · 1989 · 1990 · 1991 · 1992 · 1993 · 1994 · 1995 · 1996 · 1997 · 1998 · 1999 · 2000 · 2001 · 2002 · 2003 · 2004 · 2005 · 2006 · 2007 · 2008 · 2009 · 2010 · 2011 · 2012 · 2013 · 2014 · 2015 · 2016 · 2017 · 2018 · 2019 · 2020 · 2021 · 2022 · 2023 · 2024